# La Vie presque
Albums de Luke
La Tête en arrière
(2004)
La Vie presque est le premier album du groupe de rock français Luke sorti en 2001. L'album est caractérisé par un parlé-chanté très présent de Thomas Boulard, et des chansons beaucoup moins rock que les albums qui vont suivre.

## Histoire de l'album
L'album sort le 3 octobre 2001. Il est produit par Daniel Presley, qui avait précédemment travaillé pour Spain ou The Breeders. L'album est "plutôt bien accueilli par la presse spécialisée".

## L'album

### Artwork
La pochette de l'album représente une femme assise sur une plage et un homme en short se tenant debout à ses côtés. Par dessus s'affiche le nom du groupe et de l'album.

### Thèmes et sonorités
Contrairement aux albums qui suivront lors des 20 années suivantes, l'album est nettement moins rock et arbore des mélodies aériennes, pop et progressives. L'album est influencé par Jeff et Tim Buckley. Certains morceaux sont interprétés à la guitare acoustique (Encore une fois, Xoldo, La dérive). Je n'éclaire que moi est quant à lui plus rock et préfigurera l'esprit musical de la suite de la discographie du groupe, notamment l'album suivant, La tête en arrière. 
Tous les morceaux sont chantés en français par Thomas Boulard.

### Morceaux
| No  | Titre                   | Durée |
| --- | ----------------------- | ----- |
| 1.  | Se taire                | 3:26  |
| 2.  | La Cour des grands      | 6:03  |
| 3.  | Comme un gant           | 3:16  |
| 4.  | Encore une fois         | 5:22  |
| 5.  | La Vie d'en face        | 3:10  |
| 6.  | J'aurais aimé te plaire | 4:09  |
| 7.  | A nos amis              | 3:52  |
| 8.  | Dimanche de vote        | 5:04  |
| 9.  | Je n'éclaire que moi    | 4:56  |
| 10. | Xoldo                   | 5:03  |
| 11. | La Dérive               | 4:48  |

## Musiciens
- Thomas Boulard, guitare et chant
- Cyril Guillanneuf, orgues et piano
- Damien Lefèvre, basse et piano
- Romain Viallon, batterie et chœur